# Salusinszky Gábor
Salusinszky Gábor (Budapest, 1950. december 5. – Budapest, 2022. május 13.) olasz nyelvtanár, nyelvpedagógus, az Eötvös Loránd Tudományegyetem Bölcsészettudományi Kar Romanisztikai Intézet Olasz Nyelv és Irodalom Tanszéke tanárképzésért felelős oktatója, a Studio Italia Olasz Iskola alapítója, igazgatója, a Magyarországi Olasz Tanárok Egyesületének elnöke.

## Életpályája
Apja Salusinszky István (1918–1984), gazdasági vezető, a római magyar kereskedelmi kirendeltség vezetője (1958–1963), a Magyar Külkereskedelmi Bank vezérigazgatója (1964–1982), gyermekei Salusinszky András (1978) és Salusinszky Gergely (1980).
Egyetemi tanulmányait az Eötvös Loránd Tudományegyetem Bölcsészettudományi Karon végezte, ahol 1975-ben szerezte meg olasz tanári és népművelés szakos diplomáját, majd 1979-ben bölcsészdoktori és 1997-ben PhD diplomáját olasz nyelvészetből.
Egyetemi tanulmányai befejezése után az ELTE Olasz Tanszékén tanított; a nyelvi képzés és a szakos tanárképzés koordinátora és e képzési területek keretében tartott előadásokat, vezetett szemináriumokat. Kutatásai az utóbbi évtizedben erre a két területre összpontosultak: fordításelméleti és nyelvpedagógiai kérdésekkel foglalkozott.
1990-ben megalapította a Studio Italia Olasz Iskolát, amelynek igazgatója és tanulmányi vezetője volt, a gazdasági irányítást fia Salusinszky András látta el. A nyelviskola keretében folyó műhelymunka eredményeképpen az új szemléletű tanárgeneráció nőtt fel, amely tevékenységének köszönhetően új szakmódszertani szemlélet és számos új típusú tanfolyam valósult meg az olasz nyelv oktatásában. 2012-ben az általa irányított Studio Italia innovatív oktatási módszerével, akkreditált tanárképzési programjával Európai Nyelvi Díjban részesült.
A magyarországi közoktatásban dolgozó olasz szakos tanárokkal is folyamatos kapcsolatban állt, úgy is, mint a Magyarországi Olasztanárok Egyesületének elnöke.